# Kolej dużych prędkości w Chinach

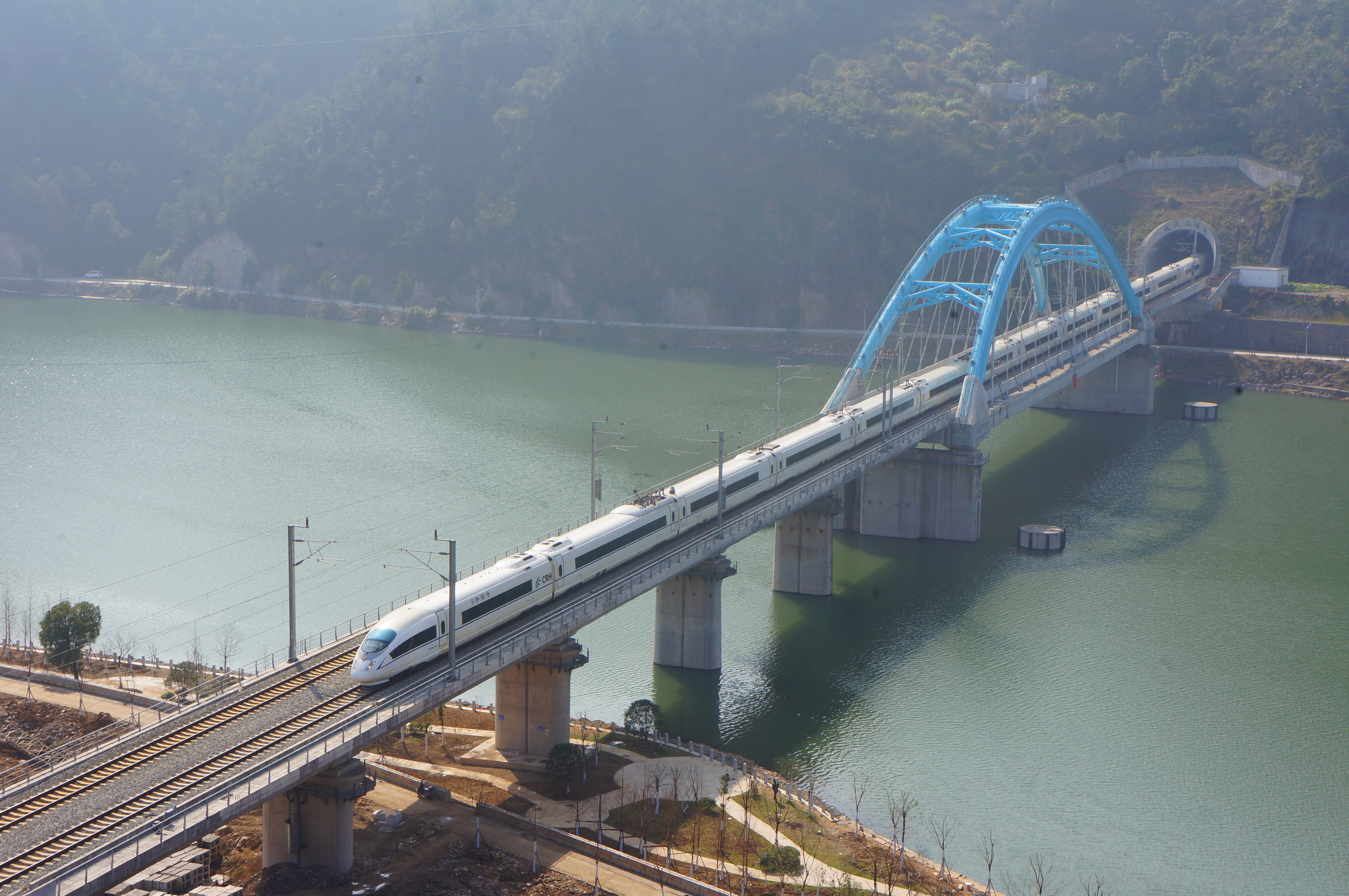
Linia Jinhua – Wenzhou

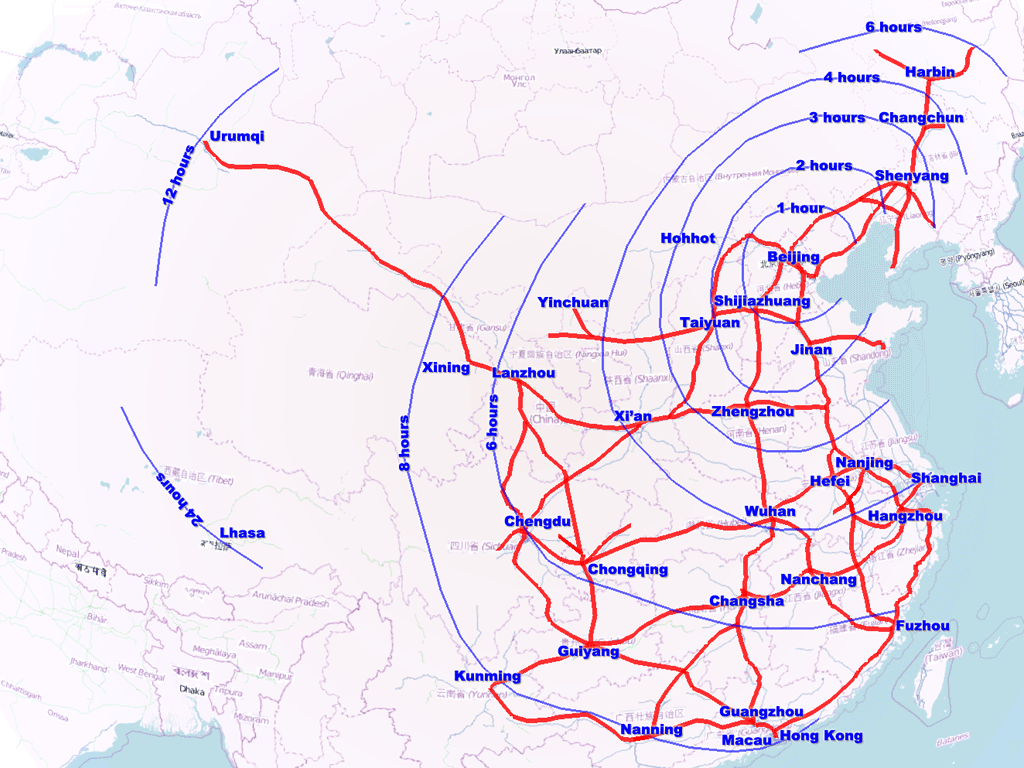
Planowany do 2020 roku czas dojazdu z Pekinu do każdej ze stolic prowincji

Kolej dużych prędkości w Chinach – podsystem kolejowych przewozów pasażerskich charakteryzujący się prędkościami przekraczającymi 250 km/h. Całością (poza lokalnymi szybkimi liniami), zarządza China Railway High-speed (CRH).
Pierwszą linię, która obsługiwała pociągi osiągające prędkość 250 km/h uruchomiono w 2007 roku. Na koniec 2019 roku Chiny posiadały ponad 35000 km linii przeznaczonych do rozwijania dużych prędkości, co stanowiło 70 procent tego typu linii na świecie. W ciągu pierwszych 8 lat z kolei dużych prędkości skorzystało ponad 5 miliardów pasażerów, zaś w samym 2019 roku około 2,3 miliarda pasażerów. Po katastrofie kolejowej w Wenzhou w 2011 roku, w której zginęło 40 osób, ze względów bezpieczeństwa ograniczono prędkość pociągów do 300 km/h. Dopiero najnowszym pociągom w sierpniu 2017 roku zezwolono na jazdę z prędkością maksymalną 350 km/h, co pozwoli przejechać np. liczącą 1318 km trasę z Pekinu do Szanghaju w 4,5 godziny. Wyjątek stanowi lokalna kolej magnetyczna Transrapid Szanghaj o długości 30,5 km, która osiąga prędkość 431 km/h.

## Historia

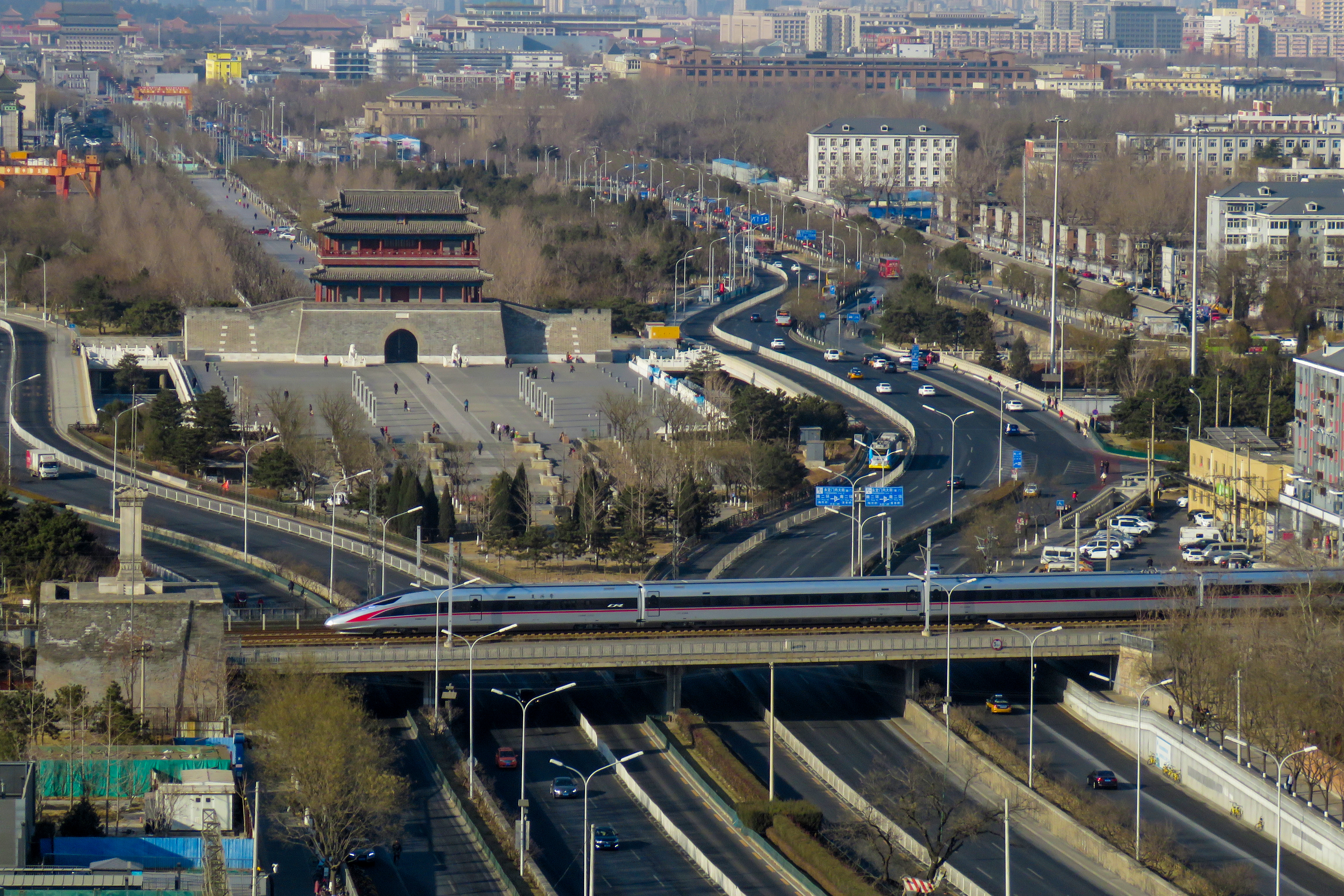
Szybka kolej Pekin-Tiencin

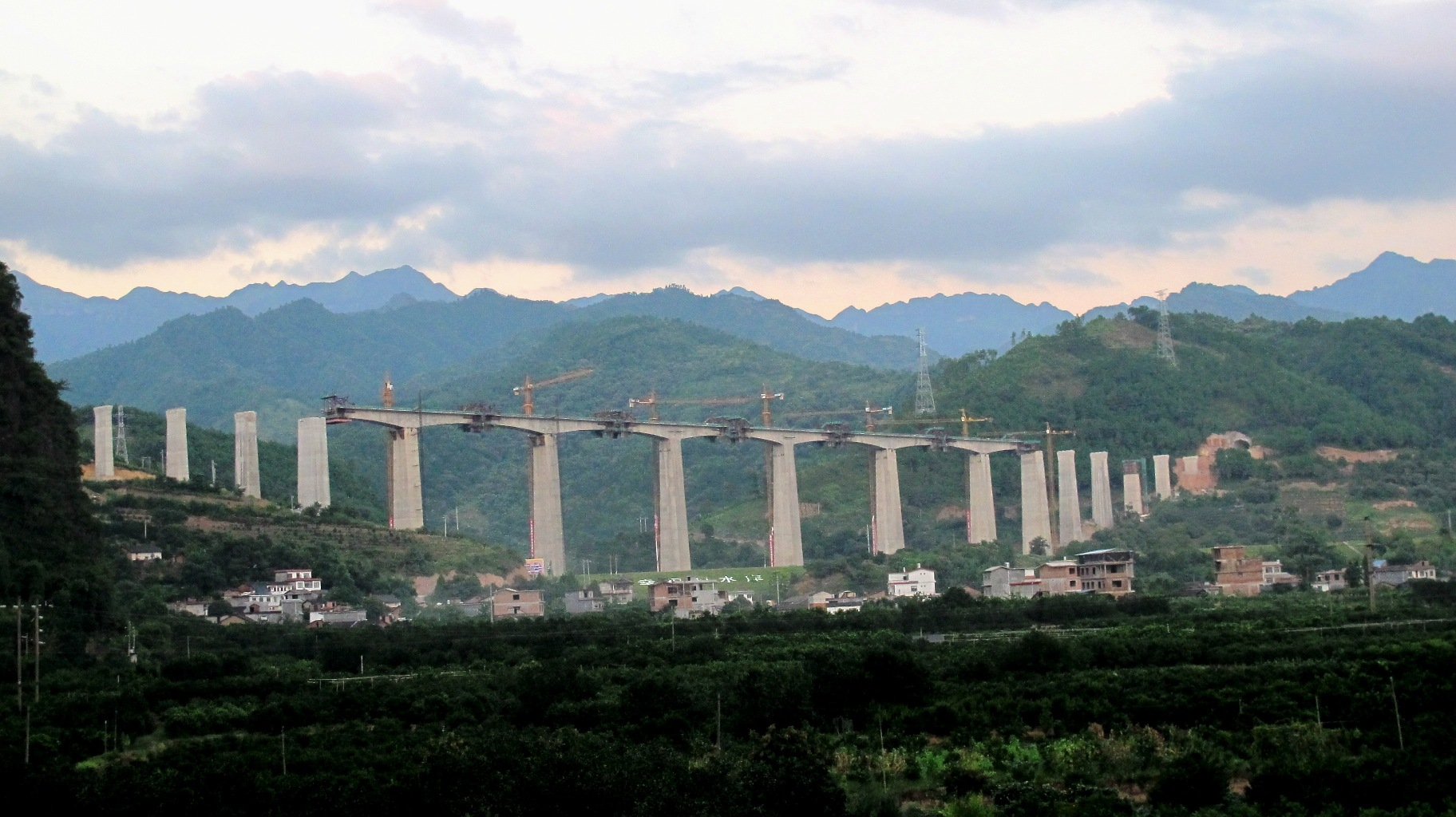
Budowa linii z Guiyang do Kantonu

Linia Hunchun – Changchun

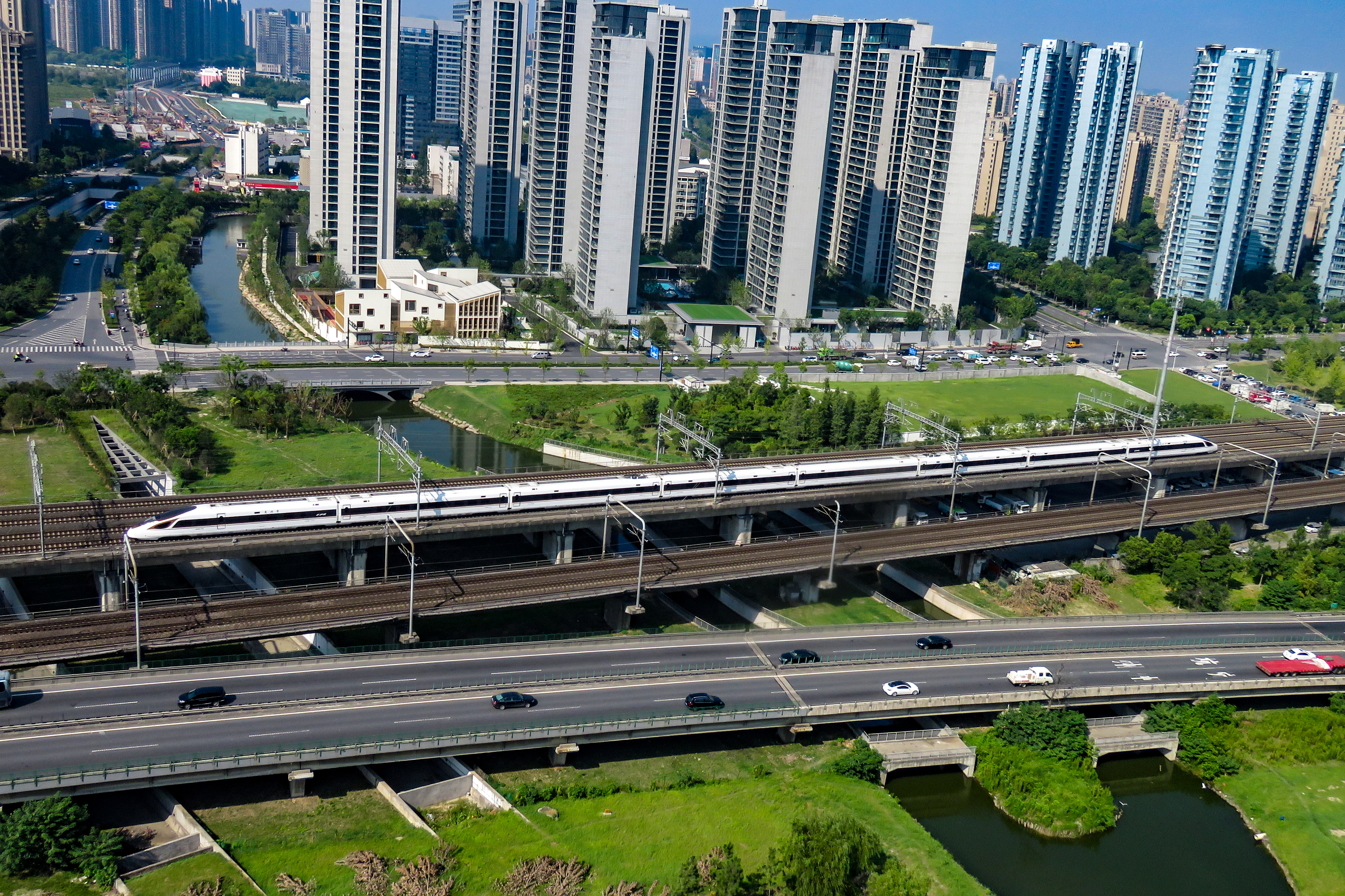
Linia Szanghaj – Fuzhou

### Początki
Wraz ze znacznym rozwojem gospodarczym w Chinach rozpoczęto program modernizacji infrastruktury kolejowej mający na celu uruchomienie kolei dużej prędkości. Jeszcze w 1993 roku prędkość osiągana przez pociągi wynosiła 48 km/h. Program rozpoczęto w 1997 roku i przeprowadzono go w sześciu etapach. Po zakończeniu ostatniego etapu, w dniu 18 kwietnia 2007 roku otwarto pierwszą linię z Pekinu do Szanghaju, na której pociągi osiągały prędkość 250 km/h. W dniu 1 sierpnia 2008 roku, tuż przed otwarciem Olimpiady w Pekinie uruchomiono pierwszą linię na trasie Pekin – Tiencin, na której pociągi uzyskiwały prędkość 350 km/h.

### Rozwój i kryzys
Gwałtowny rozwój kolei dużych prędkości opierał się na programie rządowym z 2004 roku (zaktualizowanym w 2008 roku), mającym na celu wybudowanie do 2020 roku czterech głównych tras kolejowych ze wschodu na zachód oraz czterech z północy na południe. W 2009 roku otwarto jedną z najszybszych linii na świecie Wuhan – Guangzhou, liczącą 968 km, którą przed ograniczeniem prędkości w 2011 roku do 300 km/h, pociągi przejeżdżały w niecałe 3 godziny. W 2011 roku otwarto nową linię z Pekinu do Szanghaju, na trasie której znajdują się cztery z sześciu najdłuższych mostów kolejowych na świecie, w tym najdłuższy na świecie, liczący 164,8 km Wielki Most Danyang-Kunshan. W 2012 roku otwarto najdłuższą linię kolei dużych prędkości, licząca około 2298 km z Pekinu do Kantonu (obecnie wydłużona do Hongkongu), której czas przejazdu wynosi ponad 8 godzin. W grudniu 2012 roku otwarto linię Dalian – Harbin, pierwszą na świecie linię kolei dużych prędkości dostosowaną do działania w ekstremalnych minusowych temperaturach. Jednakże w okresie zimowym prędkość jest ograniczona do 200 km/h z uwagi na temperatury sięgające –40 °C. Z powodu kryzysu gospodarczego w latach 2011–2012 nastąpiło spowolnienie w nowych inwestycjach, a nawet doszło do wstrzymania części projektów będących w trakcie budowy. Dodatkowo negatywnie na rozwoju kolei odbiły się oskarżenia o korupcję kolejnych ministrów transportu oraz katastrofa kolejowa w Wenzhou w 2011 roku, w której zginęło 40 osób, a następnie ze względów bezpieczeństwa ograniczono prędkość pociągów do 300 km/h. Mimo powyższych problemów na koniec 2012 roku Chiny posiadały już ponad 9000 km linii dostosowanych do osiągania dużych prędkości.

### Ekspansja
Począwszy od połowy 2013 roku w związku z oddaniem do użytku wielu nowych linii, nastąpił gwałtowny rozwój kolei dużych prędkości w Chinach. Objęła ona 28 z 33 chińskich prowincji i regionów. Od 2008 roku do września 2014 roku skorzystało z niej prawie 3 miliardy pasażerów. W 2013 roku kolej dużych prędkości w Chinach obsłużyła więcej pasażerów na km linii, niż wszystkie pozostałe koleje dużych prędkości na świecie razem wzięte, w tym 2,5 razy więcej niż druga pod tym względem Japonia. W wyniku wzrostu ilości pasażerów około 30 procent rocznie, już w połowie 2013 roku kolej dużych prędkości przewoziła dwa razy więcej pasażerów miesięcznie niż korzystało z krajowych połączeń lotniczych. Pod koniec 2014 roku otwarto linię Lanzhou – Sinciang, której końcowa stacja mieści się w Urumczi, stolicy najbardziej wysuniętego na zachód regionu Chin. W tym samym czasie oddano do użytku liczącą 864 km linię z Guiyang do Kantonu. Jest to jedna z najkosztowniejszych linii w Chinach z uwagi na to, iż przebiega przez górzysty teren. Trasa biegnie w 81 procentach przez tunele i mosty. Samych tuneli jest 238, o łącznej długości 438 km, w tym 9 z nich ma długość ponad 10 km. Wcześniej pomiędzy tymi stolicami prowincji nie było żadnego bezpośredniego połączenia kolejowego lub przez autostrady. W 2015 roku ukończono linię z Hefei do Fuzhou. Licząca 813 km trasa, biegnąca w 86 procentach przez tunele i mosty, z uwagi na to, iż m.in. przejeżdża przez rejony wpisane na listę światowego dziedzictwa UNESCO takie jak: pasma górskie Huang Shan i Wuyi Shan, nazywana jest najładniejszą koleją dużych prędkości w Chinach. Pod koniec 2015 roku oddano w całości do użytku linię Hainan Ring o długości 645 km, która biegnie dookoła wyspy Hajnan. W połowie 2016 roku ogłoszono nowy program rozbudowy kolei dużych prędkości, w miejsce prawie wykonanego planu 4 tras północ-południe i 4 wschód-zachód wprowadzono program po 8 korytarzy pionowych i poziomych, który ma być wykonany do 2025 roku. W sierpniu 2016 roku otwarto drugą najdłuższą linię kolei dużych prędkości na świecie – liczącą 2252 km linię z Szanghaju do Kunmingu. Na przełomie sierpnia i września 2017 roku wprowadzono do użytkowania pociągi nowej generacji typu CR400, które dopuszczono do poruszania się z prędkością do 350 km/h. W lipcu 2017 roku Chiny przekroczyły granicę 22 000 km tras kolei dużych prędkości, co stanowiło 60 procent wszystkich tego typu tras na świecie, a także pobiły swój rekord, przewożąc kolejami dużych prędkości w ciągu jednego dnia 14,4 miliona pasażerów.

### Dalszy rozwój
W styczniu 2018 roku otwarto linię łączącą Chongqing (jedno z czterech wydzielonych miast) i Guiyang, o długości 347 km, która zmniejszyła czas podróży koleją w górzystym terenie z 10 do 2 godzin i jednocześnie znacznie skróciła podróż z południa kraju do Chengdu, stolicy prowincji Syczuan. 23 września 2018 roku nastąpiło połączenie Hongkongu z siecią kolei dużych prędkości na kontynentalnych Chinach, poprzez oddanie do użytku odcinka o długości 15 km od granicy regionu do największego dworca podziemnego na świecie – Hong Kong West Kowloon. Pod koniec września 2018 roku uruchomiono najdalej w kraju wysuniętą na północ linię z Harbinu do Jiamusi, o długości 343 km, mającą operować w temperaturach do –40 °C. 29 grudnia 2018 roku otwarto połączenie pomiędzy Tongliao i Xinmin, pierwszą linię kolei dużych prędkości do regionu autonomicznego Mongolia Wewnętrzna. Pod koniec grudnia 2019 roku oddano do użytku pierwszą automatyczną kolej dużych prędkości na świecie, pomiędzy Pekinem a Zhangjiakou, gdzie ma być rozegranych część zawodów w ramach Zimowych Igrzysk Olimpijskich w 2022 roku. Powyższa linia o długości 174 km przebiega pod Wielkim Murem Chińskim, gdzie na odcinku Badaling na głębokości 102 m znajduje się najgłębiej położona stacja kolejowa na świecie. Do końca 2019 roku Chiny przekroczyły granicę 35 000 km tras kolei dużych prędkości, zaś głównym projektem pozostaje linia mająca połączyć Chengdu, stolicę prowincji Syczuan z Lhasą, stolicą Tybetańskiego Regionu Autonomicznego. Powyższa trasa ma mieć długość około 1740 km i w 80 procentach przebiegać przez tunele, zaś czas podróży ma wynieść 13 godzin, ponadto pociągi będą musiały pokonać znaczne przewyższenie na odcinku pomiędzy Ya’an leżącym na wysokości 580 m n.p.m. a Nyingchi leżącym na wysokości około 3000 m n.p.m.

Sieć kolei w Chinach (na kolorowo linie kolei dużych prędkości)

## Linie
4 linie poziome i 4 pionowe wg krajowego średniego i długoterminowego planu sieci kolejowej z 2004 roku:
Pionowe:
- Pekin – Szanghaj – 1318 km
- Pekin – Wuhan – Kanton – Shenzhen – 2409 km
- Pekin – Shenyang – Harbin – 1241 km
- Hangzhou – Ningbo – Fuzhou – Shenzhen – 1464 km

Poziome:
- Xuzhou – Zhengzhou – Lanzhou – 1451 km
- Hangzhou – Nanchang – Changsha – 1010 km
- Qingdao – Shijiazhuang – Taiyuan – 868 km
- Nankin – Wuhan – Chongqing – Chengdu – 1676 km

8 korytarzy pionowych i poziomych wg krajowego średniego i długoterminowego planu sieci kolejowej z 2016 roku:
| 8 KORYTARZY PIONOWYCH I 8 POZIOMYCH                                              | |                                                                 |
| PIONOWE*                                                                         | |                                                                 |
| Nazwa                                                                            | Najważniejsze miasta | Przykładowa linia na korytarzu** Długość trasy – Czas przejazdu |
| Korytarz przybrzeżny                                                             | Dalian (Dandong) – Qinhuangdao – Tiencin – Dongying – Weifang – Qingdao (Yantai) – Lianyungang – Yancheng – Nantong – Szanghaj – Ningbo – Fuzhou – Xiamen – Shenzhen – Zhanjiang – Beihai (Fangchenggang) | G1252 (Szanghaj – Dalian) 2054 km – 10g 46m                     |
| Korytarz Pekin – Szanghaj                                                        | Pekin – Tiencin – Jinan – Nankin – Szanghaj (Hangzhou) | G17 (Pekin – Szanghaj) 1318 km – 4g 18m                         |
| Korytarz Pekin – Hongkong (Tajpej)                                               | Pekin- Hengshui – Heze – Shangqiu – Fuyang – Hefei (Huanggang) – Jiujiang – Nanchang – Ganzhou – Shenzhen – Hongkong, oraz odnoga Hefei – Fuzhou – Tajpej                                                 | G27 (Pekin – Fuzhou) 1808 km – 7g 48m                           |
| Korytarz Harbin – Pekin – Hongkong (Makau)                                       | Harbin – Changchun – Shenyang – Pekin – Shijiazhuang – Zhengzhou – Wuhan – Changsha – Kanton – Shenzhen – Hongkong oraz odnoga Kanton – Zhuhai – Makau                                                    | G79 (Pekin – Shenzhen) 2409 km – 8g 37m                         |
| Korytarz Hohhot – Nanning                                                        | Hohhot – Datong – Taiyuan – Zhengzhou – Xiangyang – Changde – Yiyang – Shaoyang – Yongzhou – Guilin – Nanning                                                                                             | G529 (Guilin – Nanning) 368 km – 2g 21m                         |
| Korytarz Pekin – Kunming                                                         | Pekin – Shijiazhuang – Taiyuan – Xi’an – Chengdu (Chongqing) – Kunming | G89 (Xi’an – Chengdu) 658 km – 3g 9m                            |
| Korytarz Baotou – Hajnan                                                         | Baotou – Yan’an – Xi’an – Chongqing – Guiyang – Nanning – Zhanjiang – Haikou (Sanya) | G8691 (Chongqing – Guiyang) 367 km – 2g 1m                      |
| Korytarz Lanzhou (Xining) – Kanton                                               | Lanzhou (Xining) – Chengdu (Chongqing) – Guiyang – Kanton | D751 (Chongqing – Lanzhou) 886 km – 7g 1m                       |
| POZIOME*                                                                         | |                                                                 |
| Nazwa                                                                            | Najważniejsze miasta | Przykładowa linia na korytarzu** Długość trasy – Czas przejazdu |
| Korytarz Suifenhe – Manzhoul                                                     | Suifenhe – Mudanjiang – Harbin – Qiqihar – Hailar – Manzhouli | G393 (Harbin – Mudanjiang) 300 km – 1g 45m                      |
| Korytarz Pekin – Lanzhou                                                         | Pekin – Hohhot – Yinchuan – Lanzhou | G2485 (Pekin – Hohhot) 459 km – 2g 41m                          |
| Korytarz Qingdao – Yinchuan                                                      | Qingdao – Jinan – Shijiazhuang – Taiyuan – Yinchuan | G6920 (Qingdao – Jinan) 308 km – 1g 38m                         |
| Korytarz Euroazjatycki most lądowy                                               | Lianyungang – Xuzhou – Zhengzhou – Xi’an – Lanzhou – Xining – Urumczi | D2701 (Lanzhou – Urumczi) 1776 km – 11g 28m                     |
| Korytarz wzdłuż rzeki Jangcy                                                     | Szanghaj – Nankin – Hefei – Wuhan – Chongqing – Chengdu oraz alternatywna trasa Nankin – Anqing – Jiujiang – Wuhan – Yichang – Chongqing                                                                  | D954 (Chengdu – Szanghaj) 1976 km – 12g 40m                     |
| Korytarz Szanghaj – Kunming                                                      | Szanghaj – Hangzhou – Nanchang – Changsha – Guiyang – Kunming | G1373 (Szanghaj – Kunming) 2266 km – 10g 46m                    |
| Korytarz Xiamen – Chongqing                                                      | Xiamen – Longyan – Ganzhou – Changsha – Changde – Zhangjiajie – Qianjiang – Chongqing | G2370 (Changsha – Xiamen) 1030 km – 6g 40m                      |
| Korytarz Kanton – Kunming                                                        | Kanton – Nanning – Kunming | D3830 (Kanton – Kunming) 1283 km – 7g 42m                       |
| *część tras w korytarzach w budowie, **wykaz linii wg stanu na styczeń 2020 roku | |                                                                 |

## Pociągi

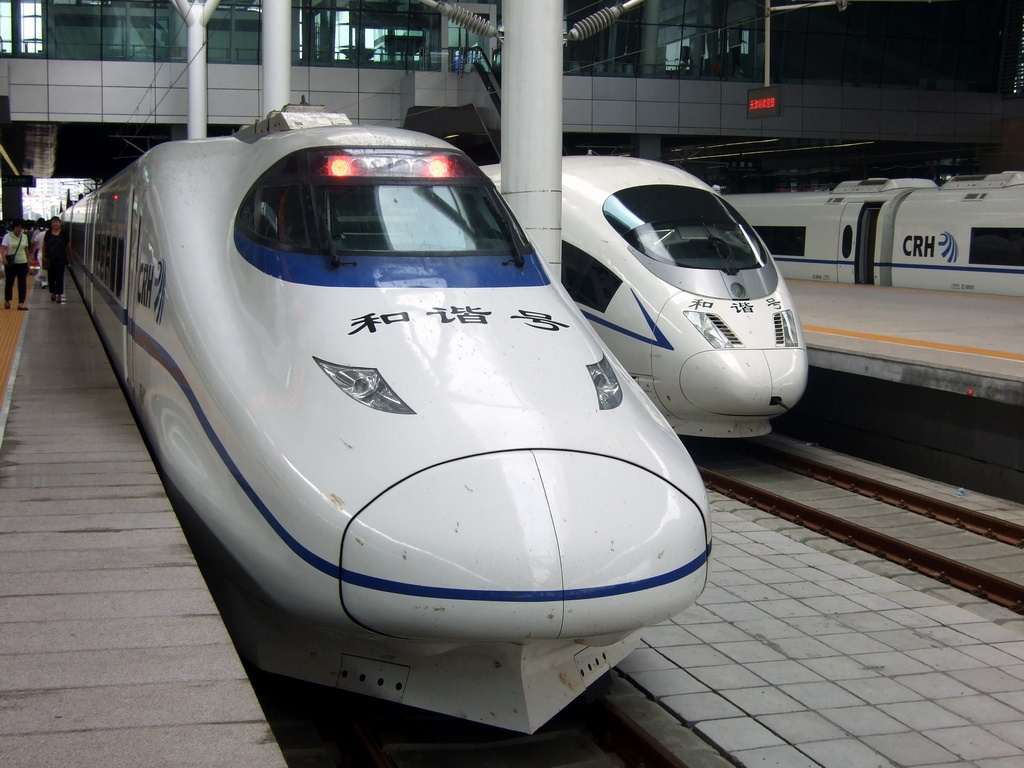
CRH2C i CRH3C

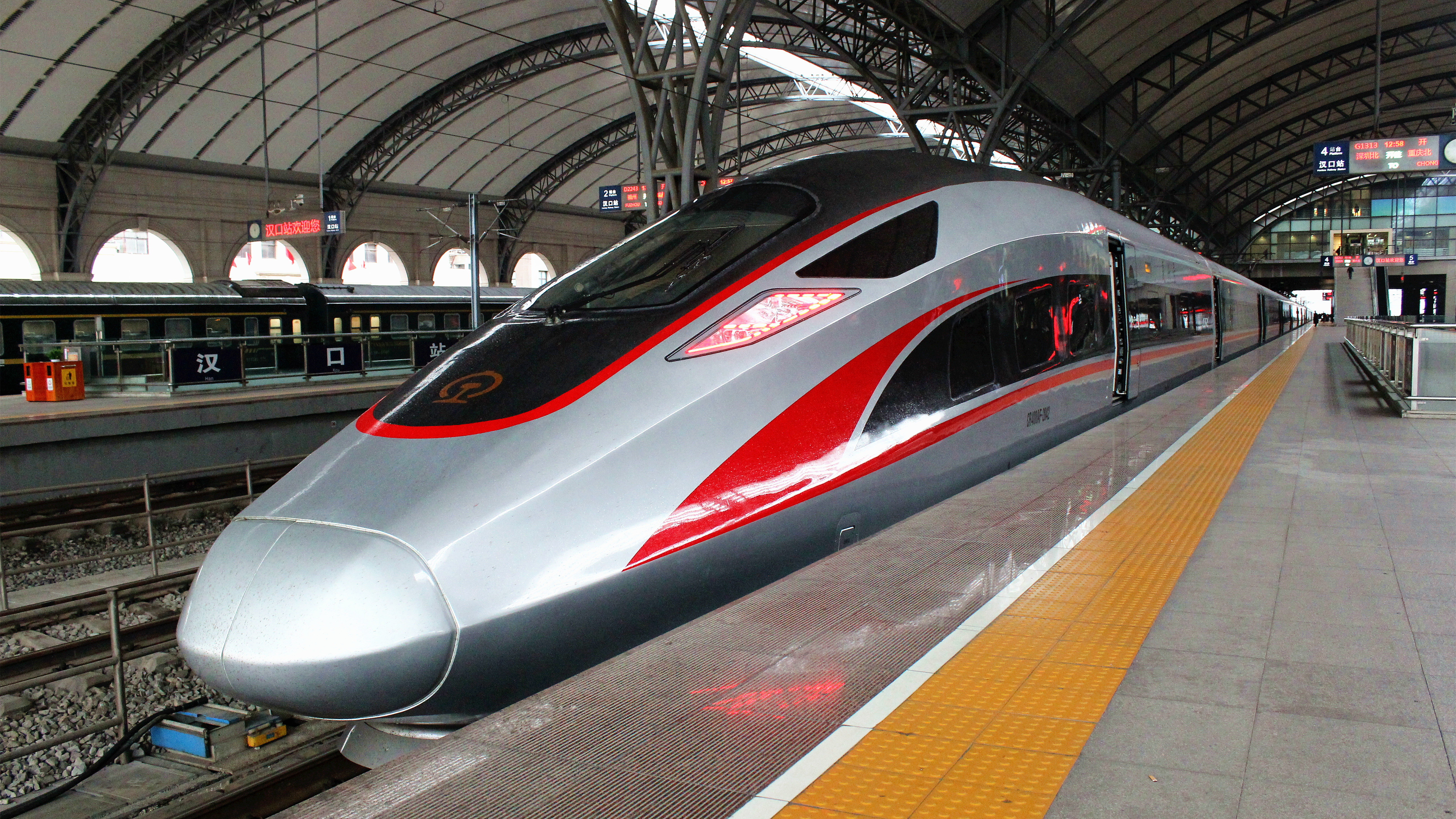
CR400-AF

### Podział
Pociągi obsługujące linie kolei dużych prędkości oznaczone są trzema symbolami:
- G – najszybsze pociągi, mogące osiągać na trasie prędkość do 350 km/h,
- D – pociągi mogące osiągać na trasie prędkość do 250 km/h (niektóre mogą posiadać przedziały sypialne), wykorzystywane głównie na popularnych liniach między sąsiadującymi prowincjami,
- C – pociągi mogące osiągać na trasie prędkość do 200 km/h (pociągi tej kategorii kursują tylko pomiędzy kilkoma sąsiednimi miastami)

### Modele
Na liniach kolei dużych prędkości wykorzystywane są następujące modele pociągów:
- CRH1: modele CRH1A i CRH1B na bazie Bombardier Regina C2008 oraz CRH1E na bazie Bombardier Zefiro 250 – wszystkie osiągają maksymalną prędkość operacyjną 250 km/h
- CRH2 na bazie Kawasaki Heavy Industries E2 Series Shinkansen, modele: CRH2A, CRH2B, CRH2E mogące osiągać maksymalną prędkość operacyjną 250 km/h, CHR2C stage 1 mogący osiągnąć prędkość 300 km/h i CHR2C stage 2 mogący osiągnąć prędkość 350 km/h,
- CRH3 na bazie Siemens Velaro mogący osiągnąć maksymalną prędkość operacyjną 350 km/h,
- CRH5 na bazie Alstom Pendolino mogący osiągnąć maksymalną prędkość operacyjną 250 km/h,
- CRH6A – modele zaprojektowane w Chinach, mogące osiągać prędkość operacyjną 200 km/h[45],
- CRH380 – rozwinięcie modelu CRH2C stage 2, model CRH380A oficjalnie zbudowany bez transferu zagranicznej technologii, CRH380B przy pomocy Siemensa, CHR380C przy pomocy Hitachi, CHR380D przy pomocy Bombardiera, wszystkie mogące osiągać prędkość operacyjną 380 km/h,
- CR400AF i CR400BF – modele w całości zaprojektowane i wykonane w Chinach, mogące osiągać prędkość operacyjną 400 km/h[46].